# 埼玉県立三郷工業技術高等学校
埼玉県立三郷工業技術高等学校（さいたまけんりつ みさとこうぎょうぎじゅつこうとうがっこう）は、埼玉県三郷市にある男女共学の公立工業高等学校。略称・通称は「三工技」（さんこうぎ）または「SKG」（えすけーじー、"SanKouGi"）。
卒業後の進路に関しては就職が多いため、頭髪や服装の指導が徹底されている。

## 設置学科
- 機械科 - Machineの頭文字をとってM科とも略される。加工・機械の設計方法やCADを学ぶ学科。一人一台ずつオシレーションエンジンを製作するという独自の実習カリキュラムを持っている。また、資格取得にも特に力を入れている。
- 電子機械科 - Robotの頭文字をとってR科とも略される。電気・機械・制御の三つの系統を学ぶ学科である。
- 電気科 - Electricの頭文字をとってE科とも略される。電気のエンジニアを目指して、電力・電子・通信・コンピュータ等を幅広く勉強する学科。
- 情報電子科 - Telecommunicationの頭文字をとってT科とも略される。画像処理や通信技術をおもに学ぶ学科である。
- 情報技術科 - Computerの頭文字をとってC科とも略される。ソフトウェア・ハードウェアの双方から学び、ネットワークアドミニストレータ育成を目指している学科。

## 沿革
- 1985年 - 埼玉県立三郷工業技術高等学校開校。機械科・電子機械科・電気科・情報技術科の4学科でスタート。
- 1992年 - 新たに「情報電子科」が学科に加わり、全5学科となる。
- 2022年 - ミックスホームルームと大学コース・専門コースが導入される。[1]

## 部活動
運動部
- 剣道部
- 硬式テニス部
- サッカー部
- ワンダーフォーゲル部
- 柔道部
- 卓球部
- バスケットボール部
- バドミントン部
- バレーボール部
- ハンドボール部
- 野球部
- ラグビー部
- 陸上競技部

文化部
- 囲碁将棋部
- 合唱部
- JRC部
- 書道部
- ハンドメイド部
- 放送部
- 模型部
- 美術部
- 写真部

工業技術部
- 機械研究部
- 電子技術部
- 無線部
- 映像技術部
- 電子計算機部

## 著名な卒業生
- 中澤佑二 - 元プロサッカー選手
- 荻久保寛也 - ひらまつ病院（プロランナー）

## 交通
- JR武蔵野線新三郷駅より徒歩13分